# Magdalena penitente (El Greco, Budapest)
Magdalena penitente es una obra de Doménikos Theotocópuli—el Greco—  realizada hacia 1578-1580, actualmente en el Museo de Bellas Artes de Budapest.

## Introducción
En su catálogo razonado de obras del Greco, Harold Wethey distingue cinco modelos sobre esta temática. El presente lienzo se considera posterior al modelo del tipo I —Magdalena penitente (Worcester)— y al del tipo II —Magdalena penitente (Kansas)— por lo que Wethey lo considera del tipo III, que difiere notablemente de los anteriores. En este, la pared rocosa con la hiedra está en la parte derecha de la obra, la calavera se halla en el centro, el frasco de perfume se encuentra en lado izquierdo, y el paisaje del fondo es completamente diferente.

## Temática
María Magdalena es una síntesis de tres personajes que el papa Gregorio Magno reconoció como sola persona:
1. María de Betania, la hermana de Marta y de Lázaro. (Lc 10: 38-42[4]y Jn 11: 1-4[5])
2. La mujer que ungió con ungüento los pies de Jesús y los secó con sus cabellos. (Lc 7:36-50)[6]
3. La mujer que estuvo al pie de la cruz (Mc 15:40)[7]o mirando desde lejos (Mt 27:55-56,[8] Jn 19:25  [9]y Lc 23:49[10]) durante la crucifixión, y fue más tarde a la tumba de Jesús, siendo la primera persona que lo vio después de su resurrección.[11]

## Análisis de la obra

### Datos técnicos y registrales
- Museo de Bellas Artes de Budapest, n º. de inventario: 5640;[12]
- Pintura al óleo sobre lienzo;
- Dimensiones: 156,5 x 121 cm;
- Datación: ca.1578-1580, según Wethey (ca.1576–1577, según el museo);
- Catalogado por: Wethey, con el n.º 261, y por Tiziana Frati con el n.º 38-a.[13]

### Descripción de la obra
María Magdalena está representada de tres cuartos, ante una roca —donde crece una hiedra— con la entrada de la cueva donde vivió como anacoreta. Magdalena aparece envuelta en un gran manto azulado que deja un hombro al descubierto. En primer plano y sobre una roca, hay un libro abierto, con un cráneo encima. En la parte izquierda está el tarro de esencias con el que ungió a Jesús. Su mirada está dirigida hacia el Cielo, pero su hombro y su pecho desnudos ofrecen ciertas dudas sobre su determinación de abandonar los deseos mundanos.
El paisaje —muy hermoso— difiere mucho de las vistas de Toledo que el Greco pintó más tarde. En esta pintura, vemos un amanecer en una laguna, que posiblemente evoca de su estancia en Venecia. También el celaje es "veneciano", distinto de los cielos tormentosos y amenazantes, habituales en su etapa española. En este lienzo, los rayos del cielo iluminan a Magdalena, tal vez indicando un momento de bienaventuranza, tanto individual como cósmica.

## Procedencia
- I. Stchoukine, París (venta en 1907);
- Marcell Nemes, Budapest (venta en París, Manzi Galleries, 17-18 de junio de 1913, n º.28);
- Donado al Museo de Budapest por Marcell Nemes en 1921.[17]

## Copias
Wethey menciona una buena copia del presente lienzo:
- Magdalena penitente (Montserrat)